# سم وینال
سم وینال (انگلیسی: Sam Winnall؛ زادهٔ ۱۹ ژانویهٔ ۱۹۹۱ بازیکن فوتبال اهل بریتانیا است.
از باشگاه‌هایی که در آن بازی کرده است می‌توان به باشگاه فوتبال اسکانتورپ یونایتد، باشگاه فوتبال شفیلد ونزدی، باشگاه فوتبال هرفورد یونایتد، باشگاه فوتبال ولورهمپتون واندررز، باشگاه فوتبال شروزبری تاون، باشگاه فوتبال بارنزلی، باشگاه فوتبال برتون آلبیون، و باشگاه فوتبال اینورنس کالدنیون تیسل اشاره کرد.